# جورج كين (رسام)
جورج كين (بالفرنسية: Georges Cain)‏ هو كاتب ورسام فرنسي، ولد في 16 أبريل 1856 في باريس في فرنسا، وتوفي بنفس المكان في 4 مارس 1919.